# Giacomo Chizzola
Giacomo Chizzola (Brescia, 1502 – Brescia, 1586) è stato un diplomatico, agronomo e umanista italiano.
Membro del "Consiglio generale" di Brescia già nel 1531. Si occupò dei bambini di strada, fu cofondatore di un ospedale per malati incurabili e fu patrono e protettore di Sant'Angela Merici, fondatrice dell'Ordine delle Orsoline. Nel 1548 fondò a Rezzato (BS) una delle prime accademie agricole d'Europa. Fu più volte ambasciatore speciale per Brescia e per la Repubblica di Venezia.

## Biografia
Giacomo Chizzola proveniva da un'illustre famiglia bresciana. Chizzola fu una mente universale e umanista, dottore in legge, giudice, economista, diplomatico e molto impegnato socialmente.
Chizzola completò gli studi di diritto a Padova nel 1527 e apparve in pubblico all'età di 29 anni. Dopo molti conflitti militari nell'Adriatico, nel 1529 Venezia chiese la fornitura di 15.000 bovini dalla terraferma, la Terra ferma. Già da giovane membro del consiglio comunale, quando la Repubblica di Venezia pretese 1.000 buoi all'anno dalla provincia di Brescia, riuscì a negoziare con successo ed eloquenza l'annullamento di questo pagamento, poiché la terra era molto popolata e non c'era abbastanza foraggio per nutrire i 1.000 buoi e i propri animali. Come avvocato e diplomatico, fu inviato come ambasciatore della Repubblica 17 volte per affrontare i problemi più disparati.
Già dal 1532 Giacomo si occupava di bambini di strada e di malati terminali, seguendo l'esempio di Girolamo Miani (1486-1537). Nell 1553 Chizzola si recò con il cardinale Pole e altri delegati in missione diplomatica da Brescia in Germania per negoziare la pace tra l'imperatore e il re di Francia, ma la missione fu interrotta prematuramente dall'imperatore e la delegazione fu inviata in un'altra missione in Inghilterra. Chizzola si recò a Bruxelles, Anversa e Parigi, ma preferì tornare a Brescia perché “non voleva scambiare l'aria di Brescia con quella di corte”. Si recò a Roma passando per Parigi per riferire al Papa.
Negli anni 1558-1561, i Cremonesi si erano appropriati di terre sull'Oglio (fiume di confine occidentale) e avevano emanato un editto in cui si affermava che nessun altro - né principe né repubblica - ne era responsabile, a parte l'imperatore Carlo V. Chizzola si recò a Venezia, Milano e Ratisbona, accompagnato da un inviato della Repubblica di Venezia e ottenne l'annullamento dell'editto. Contro il Senato di Milano e i cremonesi, furono ripristinati i diritti dei bresciani in materia di navigazione, mulini ecc. sull'Oglio.
Nel 1561 fece da mediatore in un conflitto con Ferrara. Per la sua sicurezza, nel 1562 il Doge gli concesse il diritto di portare le armi.
Nel 1563 Chizzola fu nominato tra gli avvocati che rappresentarono la Repubblica di Venezia al Congresso di Udine con gli arciduchi austriaci per definire i confini nei pressi dell'Adriatico con il Friuli-Friuli, dove alloggiavano gli Uscocchi, profughi cristiani dalle terre occupate dagli Ottomani sulla costa asburgico-adriatica, che, in quanto pirati, intralciavano la navigazione, soprattutto quella dei veneziani, cosa che non preoccupava più di tanto gli austriaci. Sempre nel 1563, negoziò con successo con l'Impero, per conto di Venezia, i diritti di navigazione nell'Adriatico, un diritto considerato vitale che spettava a Venezia dalla caduta di Costantinopoli e che era rispettato da tutti.
Le sue opere più durature furono l'Accademia letteraria scientifica fondata nella sua casa di Rezzato e poi, in particolare, l'Accademia agraria fondata nel 1548 insieme agli amici Agostino Gallo e l'agronomo Camillo Tarello per lo studio dell'agricoltura e della coltivazione del gelso. Questa accademia agricola fu una delle prime al mondo nel suo genere. L'Accademia era sotto il protettorato del vescovo Bollani ed era un luogo di incontro per l'intellighenzia e per importanti personalità dell'epoca. Per esempio, il matematico Nicolò Tartaglia e il cardinale inglese Pole, che era suo amico e mecenate, frequentavano l'accademia. L'accademia è esistita probabilmente fino al 1575.
Francesco Grasso Caprioli ha redatto un'ampia documentazione di fonti letterarie e carteggi. Al piano terra del palazzo rinascimentale di Rezzato si trova una sala affrescata da Lattanzio Gambara (1530-1574) con motivi religiosi. Un'altra storica azione sociale, ispirata all'opera di Girolamo Miani, fu l'associazione con altri tre nobili per organizzare una fondazione caritatevole per raccogliere i bambini dalla strada.
Insieme a Gerolamo Patengola, D. Giovanni Zanetti e Agostino Galli, Chizzola fu tra i fondatori dell'Ospedale degli Incurabili, dove Angela Merici (1474-1540) - fondatrice dell'Ordine delle Orsoline - operava con la sua comunità di suore. Chizzola fu anche determinante nella costituzione di questa comunità, le “Figlie di Sant'Angela Merici”, e ne fu il protettore e patrono, Agostino Gallo. Di lui si dice: “di cui si chiamò figlio spirituale”. Alla comunità, fondata ufficialmente nel 1535 con il nome di “Compagnia di Sant'Orsola”, fu assegnata una casa con la chiesetta di Santa Afra nelle immediate vicinanze di Chizzola. Nel 1568, Chizzola testimoniò in un processo su Angela Merici di averla visitata sul letto di morte e di aver citato le sue parole: “Agisci nella tua vita come vorresti aver agito al momento della morte”, “... non ricordo altro”.
Alla vigilia di Natale, il 24 dicembre 1563, fu insignito dal Senato del cavalierato dell'Ordine di San Marco per i particolari servizi resi alla Repubblica di Venezia e dopo il successo delle trattative con gli Asburgo. “Fu adornato di una pesante catena d'oro con l'immagine di San Marco” e ricevette un'indennità annuale di 300 ducati. Questa onorificenza era accompagnata dal diritto straordinario di utilizzare il leone veneziano come emblema della propria casata nello stemma, nelle bandiere e nell'anello segnaletico. Giacomo Chizzola morì probabilmente nel 1588 all'età di 86 anni, secondo un riferimento a un'attività diplomatica ai confini del fiume Oglio.

## Vita privata
Giacomo e suo fratello Maffeo erano figli di Veronica, sorella di Lodovico e Hieronimo Chizzola, che aveva adottato i due ragazzi. Giacomo era sposato con Vittoria Gavazzi, figlia del medico Ludovico Gavazzi. La coppia ebbe sette figli e due figlie. Il figlio Hieronimo fu “Civitatis Cancellarijs & Notarijs de Collegio Brixiae” e senza discendenza, il figlio Agostino seguì le orme di Giacomo Chizzola, prese il controllo di Rezzato e continuò a gestire le accademie e gli furono affidate missioni pubbliche, tanto che a lui, al fratello Hieronimo e ai loro servitori fu concesso dal Doge di portare le armi. Agostino fu trovato ucciso nel 1594.

## Premi
Nel 1563 Chizzola fu nominato Cavaliere dell'Ordine veneziano dei Cavalieri di San Marco per i suoi numerosi meriti.